# Односи Србије и Бангладеша
Односи Србије и Бангладеша су инострани односи Републике Србије и Народне Републике Бангладеша.

## Билатерални односи
Дипломатски односи са Бангладешом су успостављени 1971. године. Поводом пола века дипломатских односа у Србији је објављена поштанска марка 2022. године.
Амбасада Републике Србије у Њу Делхију (Индија) радно покрива Бангладеш.

### Посете
- Званична посета предс. Председништва СФРЈ Ј.Б. -Тита Бангладешу од 29.1. до 2.2.1974.

### Дипломатски представници

#### У Београду
- Куршид Хамид, амбасадор
- Назрул Ислам, амбасадор
- Факрудин Ахмед, амбасадор
- Рашид Ахмед, амбасадор
- А.Р. Шамсуд Доха, амбасадор, 1972—1974.

#### У Даки
- Калман Фехер, амбасадор, 1986—1991.
- Густав Задник, амбасадор, 1981—1986.
- Живко Јошило, амбасадор, 1977—1981.
- Дејан Костић, амбасадор, 1972—1977.

### Економски односи
- У 2019. години робна размена износила је 97 милиона УСД (извоз из РС: 11 милиона долара; увоз у РС: 86 милиона).[4][5]
- у 2020. години робна размена износила је 78,6 милиона УСД (извоз је био сразмерно занемарљив док је увоз у РС достигао 78,4 мил. УСД).
- У 2021. години робна размена износила је 108,8 милионa УСД (извоз из РС: 1,8 милион долара; увоз у РС: 107 милиона).